# Vicente Arraya
Vicente Arraya (25 de gener de 1922 - 21 de novembre de 1992) fou un futbolista bolivià.

## Selecció de Bolívia
Va formar part de l'equip bolivià a la Copa del Món de 1950.